# Javier Moscoso
Javier Moscoso   (1966) és Professor de Recerca d'Història i Filosofia de la Ciència al Consell Superior d'Investigacions Científiques (CSIC). Al llarg de la seva trajectòria, ha treballat en tres àrees principals: la història de les ciències de la vida al segle xvii, la història dels signes i les singularitats a l'Europa Moderna, i la història del dolor a Occident entre els segles xv i xx. Ha publicat Historia cultural del dolor (Taurus, 2011) i en l'actualitat prepara un nou llibre, tant en castellà com en anglès, sobre les passions de la modernitat. Moscoso ha comissariat també diverses exposicions, sobre monstres i éssers imaginaris a la Biblioteca Nacional de Madrid (2000), sobre la història del dolor al Science Museum de Londres (2004) i sobre la història cultural de la pell humana a la Wellcome Collection Gallery de Londres (2011).